# دانيال ديفيز (سياسي)
دانيال ديفيز هو سياسي كندي، ولد في 18 يناير 1825، وتوفي في 11 مايو 1911. انتخب عضو مجلس العموم الكندي.